# Cyrestis bangkiva
Cyrestis bangkiva är en fjärilsart som beskrevs av Martin 1903. Cyrestis bangkiva ingår i släktet Cyrestis och familjen praktfjärilar. Inga underarter finns listade i Catalogue of Life.